# ガンビア川中流地方
中流地方(ちゅうりゅうちほう、Central River Division)は、ガンビアの州。面積2,895km²、人口12万6910人（2013年）。州都はガンビア川の中州であるジャンジャンブレア島にあるジャンジャンブレア（旧名ジョージタウン）。最大都市はバンサング。

## 下位行政区画
中流地方は西フラドゥ、ジャンジャンブレア、上サルーム、下サルーム、ニアミナ・ダンクンク、西ニアミナ、東ニアミナ、ニアニ、ニアニジャ、サミの10地区からなる。